# 列沃别列日内区
列沃别列日内区（俄語：Левобережный район）是莫斯科北行政区的一区，面积6.46平方公里，人口55,420人。北河站和北河港和地铁的白海站、河运码头站、斯霍德尼亚站位于该区境内。